# Костєв Іон-Георгій Олександрович
Іон-Георгій Олександрович Костєв (рос. Ион-Георгий Александрович Костев; 24 березня 1990, м. Салехард, СРСР) — російський хокеїст, захисник. Виступає за «Дизель» (Пенза) у Вищій хокейній лізі. 
Вихованець хокейної школи «Олімпія» (Кірово-Чепець). Виступав за «Олімпія» (Кірово-Чепець), «Нафтовик» (Леніногорськ), «Нафтохімік» (Нижньокамськ), «Реактор» (Нижньокамськ), «Дизель» (Пенза). 